# Термоелектрана Костолац А
Термоелектрана „Костолац А“ (ТЕ „Костолац А“ или ТЕ-КО А) ради у оквиру привредног друштва Термоелектране и копови „Костолац“ д.о.о. Термоелектране „Костолац“ су друге по величини термоелектране у Србији, која се снабдевају нискокалоричним лигнитом из Костолачких површинских копова.
Налази се десној обали Дунава 50 km низводно од Београда, у Костолцу. Састоји се од два блока: А1 производног капацитета од 100 MW, који је почео са производњом 1967. године и блока А2 са капацитетом 210 MW, који је отпочео са производњом 1980. године.:
| ТЕ-КО А   | ТЕ-КО А    |
| генератор | снага (MW) |
| --------- | ---------- |
| А1        | 100        |
| А2        | 210        |